# Pinar de Campoverde
Pinar de Campoverde (en valencià: El Pinar de Camp-verd) és una urbanització situada al terme municipal d'El Pilar de la Foradada, a la comarca del Baix Segura (País Valencià). El 2009 tenia 3.968 habitants.
Es troba a sis quilòmetres en direcció nord-oest del centre d'El Pilar de la Foradada, als peus de la Serra d'Escalona i prop del Riu Sec. Com indica el seu nom, l'indret estava ocupat per pinars.
La major part dels residents a aquesta urbanització, des de mitjans de la dècada dels 80 del segle xx, són ciutadans d'altres Estats europeus: alemanys, britànics, francesos o escandinaus. Els carrers duen noms relacionats amb la natura i s'estructuren al voltant de l'Avinguda del Pi, d'uns dos quilòmetres de longitud.